# Dubóvskoie
Dubóvskoie (en rus: Дубовское) és un poble de l'óblast de Rostov, a Rússia, que en el cens del 2010 tenia 8.544 habitants, és la seu administrativa del districte homònim.